# خلود ولید
خلود ولید روزنامه‌نگار اهل سوریه است. خلود بنیانگذار و ویراستار روزنامه زیر زمینی بلادی است. او دریافت‌کننده جایزه آنا پولیتکوفسکایا برای گزارش‌هاتی که از جنگ داخلی سوریه ارائه کرده‌است.

## زندگی‌نامه
ولید در داریا بزرگ‌شده و  ادبیات انگلیسی را در دانشگاه دمشق قبل از این که حرفه معلمی را انتخاب کند در زادگاهش سوریه فارغ‌التحصیل شد. در نتیجه کشتار داریا، او همراه با خانواده‌اش شهر را ترک کرده و به حومه شهر گریختند.

## فعالیت و روزنامه‌نگاری
ولید بدون این که آموزش روزنامه‌نگاری ببیند، همراه با دوستان خود تیم تشکیل دادند تا در مورد جنگ داخلی سوریه گزارش خبری تهیه کنند. با تکیه بر کار خود، روزنامه «انگور من: عنب بلدی» را با هدف رساندن «صدای محرومین و آسیب پذیران» ایجاد کردند.
ولید و روزنامه اش مدعی است که توسط طرف حسابهای مختلف جنگ داخلی تهدید شده‌است، و همین امر باعث شده‌است تا او به زندگی مخفی روی آورد. برادرش در سال ۲۰۱۲ توسط نیروهای دولتی دستگیر شد و سرنوشتش نامعلوم است. برای مدتی او در تبعید در ترکیه بود.
با این وجود، او در سازماندهی تظاهرات نقش داشته، و خواستار دموکراسی و آزادی بیان و همچنین نقض حقوق بشرشد.
در سال ۲۰۱۵ او جایزه آنا پولیتکوفسکایا را به خاطر تلاش‌هایش به عنوان یک روزنامه‌نگار دریافت کرد.